# Come Back, Africa
Pour plus de détails, voir Fiche technique et Distribution.
Come Back, Africa est un film de guérilla américain une docufiction réalisée par Lionel Rogosin, sorti en 1960.

## Synopsis
Film racontant l’arrivée à Johannesburg d’un paysan Zoulou qui fera face au racisme. Suite de scènes montrant differents aspect du système d’état franciste de l’Afrique du Sud à cette époque.

## Fiche technique
- Titre : Come Back, Africa
- Réalisation : Lionel Rogosin
- Scénario : Bloke Modisane, Lionel Rogosin et Lewis Nkosi
- Production : Lionel Rogosin
- Musique : Lucy Brown
- Photographie : Emil Knebel et Ernest Artaria
- Montage : Carl Lerner
- Pays d'origine : États-Unis
- Format : Noir et blanc - 1,37:1 - Mono
- Genre : Documentaire, drame
- Durée : 95 minutes
- Date de sortie : 1960

## Distribution
- Miriam Makeba
- Vinah Makeba
- Zachria Makeba
- Molly Parkin